# Willard Maas
Willard Maas (New York, 24 giugno 1906 – 2 gennaio 1971) è stato un regista e poeta statunitense.

## Biografia
Willard Maas fu il marito della film maker Marie Menken. La coppia , che si sposò nel 1937, raggiunse una certa fama nel mondo dell'arte contemporanea newyorkese tra gli anni quaranta e gli anni sessanta, legando i loro nomi al cinema sperimentale ed ai loro salotti, che erano il punto d'incontro per molti artisti, scrittori, film maker ed intellettuali, tanto che Andy Warhol li definì come "gli ultimi grandi bohemian. Scrivevano e filmavano e si ubriacavano - i loro amici li chiamavano gli ubriachi da studio - ed erano coinvolti con tutti i poeti moderni".
Negli anni sessanta fu tra i fondatori del Wagner College e tra gli organizzatori delle New York City Writer's Conference al college in cui Edward Albee era "writer in residence". Il film maker Kenneth Anger dichiarò che Maas e Menken ebbero un ruolo fondamentale nell'ispirare Edward Albee nella caratterizzazione delle figure di George e Martha nel dramma teatrale Chi ha paura di Virginia Woolf?
Maas morì il 2 gennaio 1971, quattro giorni dopo la morte della moglie per una malattia correlata all'abuso di alcool.
Il materiale filmico ed epistolare dei due è oggi conservato all'Università del Texas a Austin, mentre una parte selezionata dei loro film è depositata presso l'Anthology Film Archives di New York. Le carte di Willard Maas, una collezione di oltre 500 lettere, manoscritti, sceneggiature, fotografie e disegni del periodo 1937/1961 sono collocati alla Università Brown.

## Film

### Regia
- 1943 - Geography of the Body (con Marie Menken)
- 1955 - The Mechanics of Love (con Ben Moore) original zither score by John Gruen
- 1943-48 - Image in the Snow
- 1956 - Narcissus (un film poem di Ben Moore e Willard Maas)
- 1966 - Andy Warhol's Silver Flotations
- 1967 - Orgia

### Direttore della fotografia
- 1955 - Dionysis (diretto da Charles Boultenhouse)
- 1956 - Narcissus

### Attore
- 1965 - A Valentine for Marie (diretto da John H. Hawkins)